# Microchelifer percarinatus
Microchelifer percarinatus är en spindeldjursart som beskrevs av Beier 1964. Microchelifer percarinatus ingår i släktet Microchelifer och familjen tvåögonklokrypare. Inga underarter finns listade i Catalogue of Life.